# 城市权

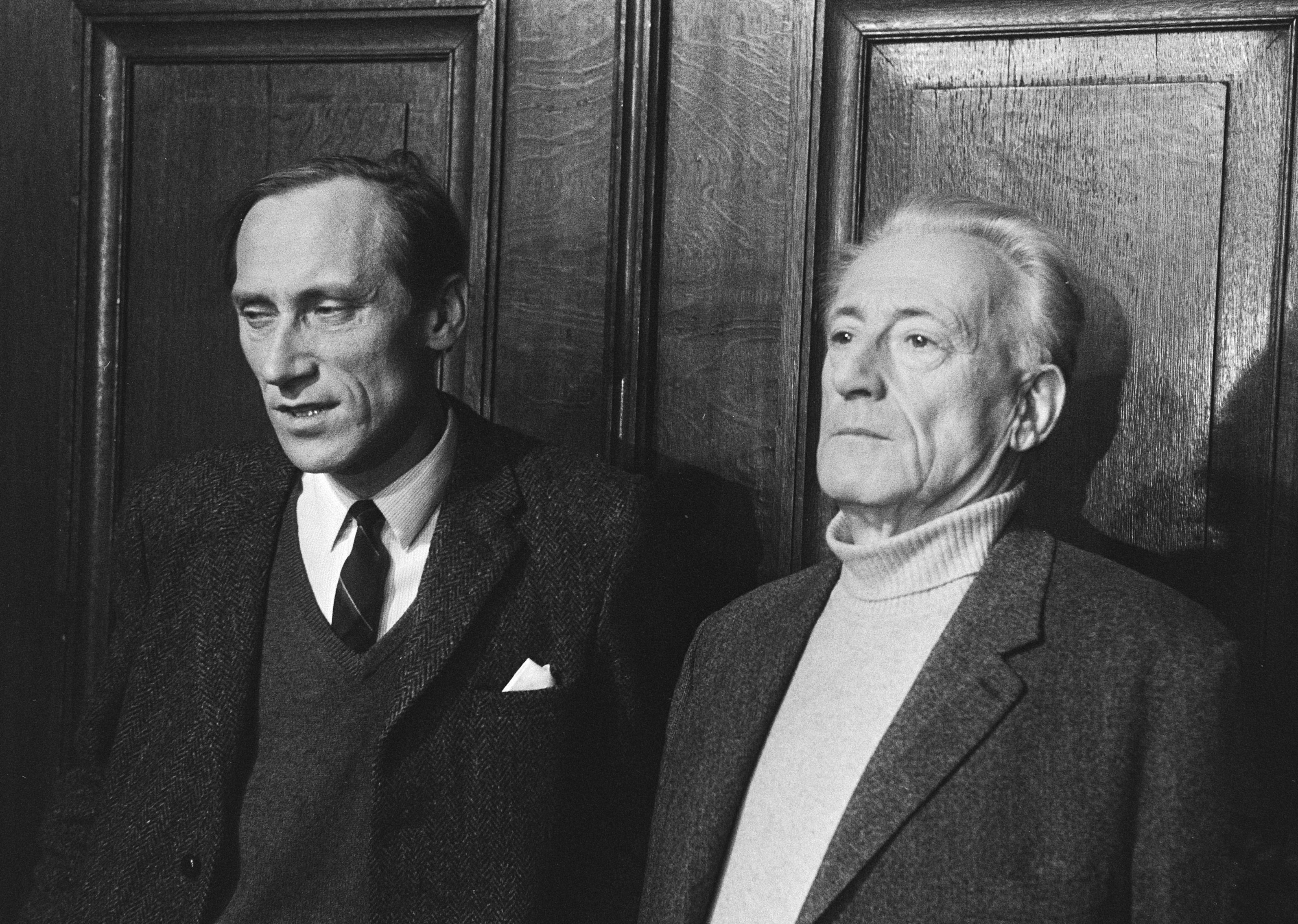
莱谢克·科拉科夫斯基和亨利·列斐伏尔，1971年

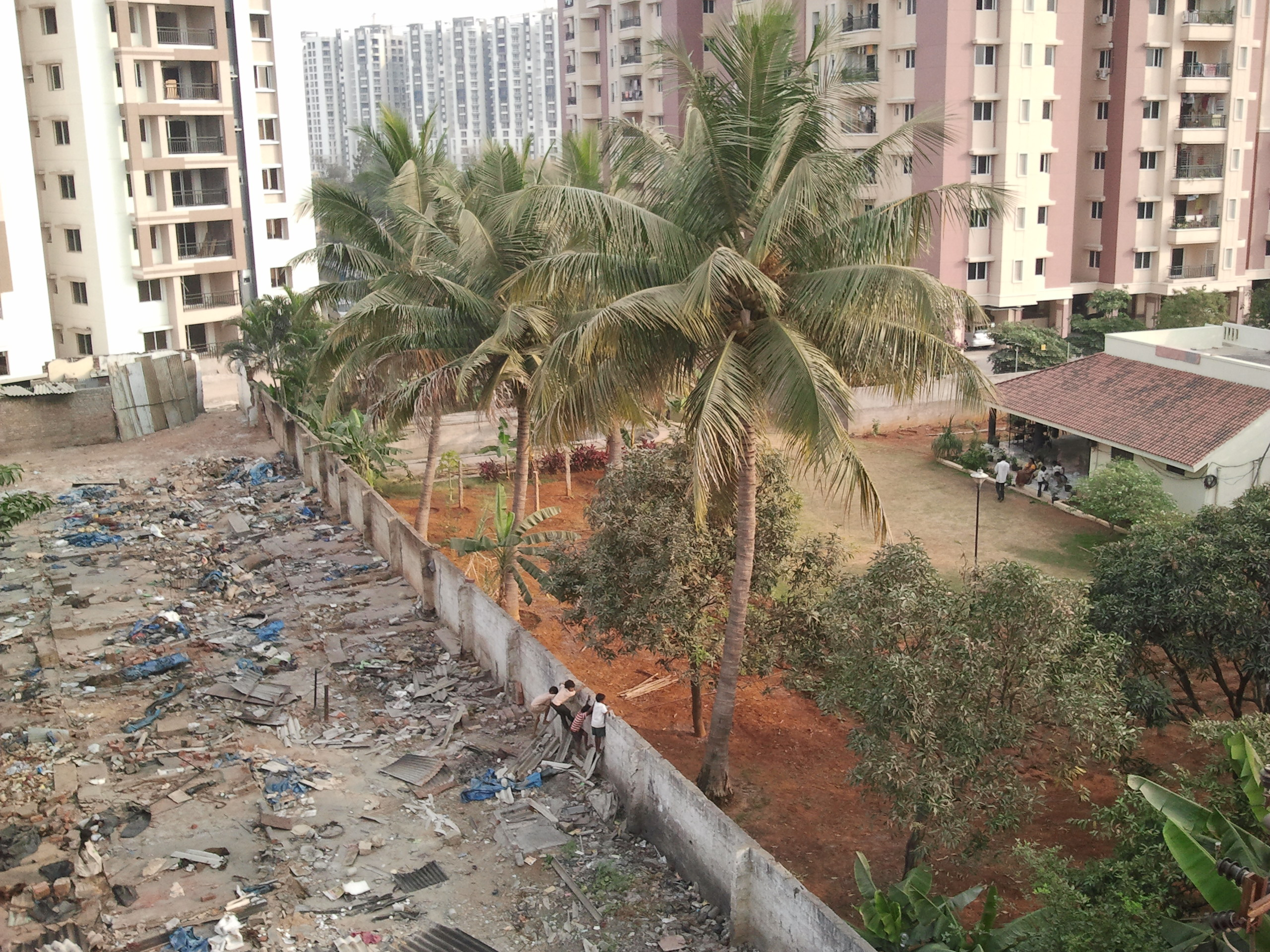
海得拉巴，来自拆迁建筑工人贫民窟的贫困儿童望着富裕的邻居

城市权（英語：right to the city）是昂希·列斐伏爾在1968年出版的《城市权》（Le Droit à la ville）一书中首次提出的概念和口号，并且最近被社会运动、思想家和一些进步的地方政府重新使用，以号召采取行动，使城市恢复为共同创造空间——免于近两世纪来商品化和资本主义对社交的冲击以及全球范围的空间不平等的生活场所。

## 概览

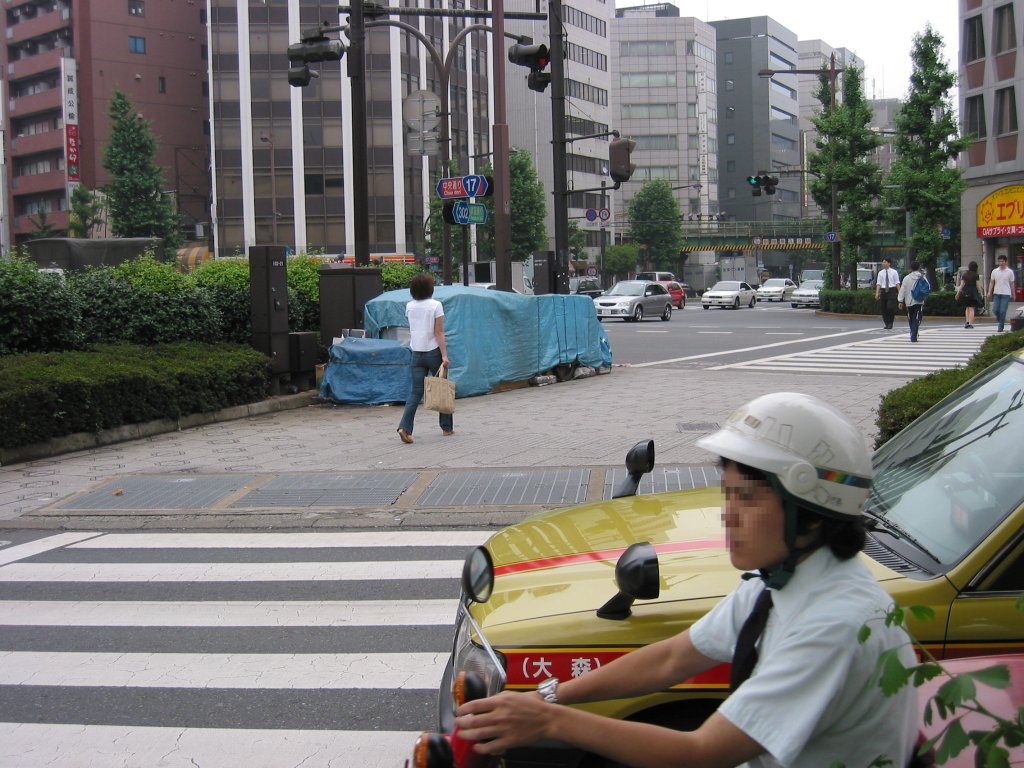
东京的临时棚户

列斐伏尔首次构想这个概念时，就特别强调了资本主义对“城市”的影响，即城市生活被降级为商品，社会交往日益被连根拔起，城市空间和治理被转变为独家商品。为反抗这种趋势，列斐伏尔呼吁“拯救作为自己建造的城市的主要要素和主角的市民”，并将城市空间转变为“建立集体生活的交汇点”。
由于世界大多数地区城市人口迅速增加所产生的不平等现象，自列斐伏尔的著作出版以来，人们曾在不同场合提倡城市权的概念，以在社会运动和草根组织中呼吁采取行动。世界各地的地方动员要求“城市权”时，通常是指为争取社会正义和有尊严地获得城市生活，以面对愈发严重的城市不平等（特别是在大都市）而进行的斗争。城市权在拉丁美洲和欧洲影响尤其大，当地的社会运动在行动中特别呼吁了这一概念，促进了当地体制机制的发展，以增进其在地方乃至国家层面的决策的具体理解。联合国第三届世界人居大会很好地证明了城市权的概念在过去几年中获得了国际认可，类似的例子还有《新城市议程》（2016年）认可这一概念为“人人共享的城市（cities for all）”的愿景。
列斐伏尔将这个想法概括为“对改变和重新获得城市生活的需求”。大卫·哈维对其描述如下：
城市权远不仅是获得城市资源的个人自由：它是通过改变城市来改变我们自己的权利。 此外，它是一项共同的权利，而不是个人的权利，因为这种转变不可避免地取决于行使集体权力来重塑城市化进程。 我想指出，建立和改造我们的城市和我们自己的自由是我们人权中最宝贵但最被忽视的自由之一。

## 民众运动

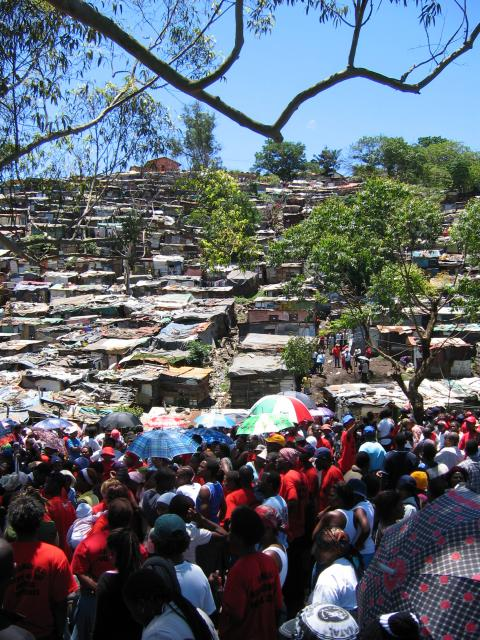
Abahlali baseMjondolo集会

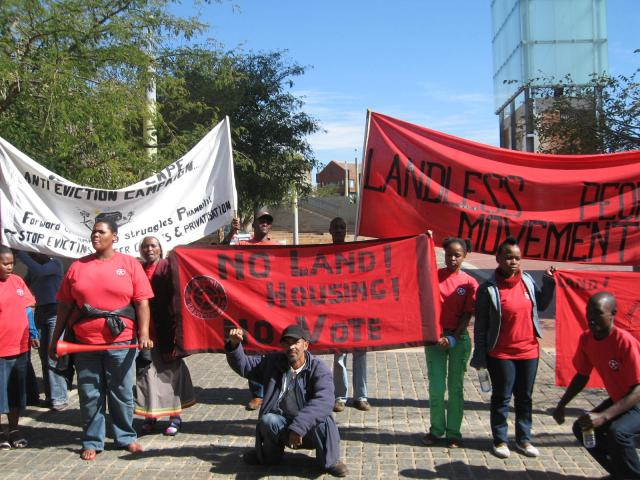
约翰内斯堡贫困人民联盟于2009年在宪法法院外

许多群众运动，例如南非的棚户运动、美国的城市权联盟、Recht auf Stadt、占屋网络、汉堡的租户和艺术家，以及亚洲和拉丁美洲的各种运动都将城市权的概念纳入了自己的斗争中。
在巴西，2001年的《城市法令》将城市权写入了联邦法律。
最近，学者们提出了“城市数字权”，其中涉及将城市不仅视为实体，还包括数字代码和信息。

## 妇女的城市权
城市规划行业中的妇女被认为是缺乏代表的群体。例如，在新西兰，女性仅约占建筑师总数的29％、工程师总数的14％。这一缺乏代表的问题促使新西兰的女性城市主义者成立了Women in Urbanism（WiU）。根据WiU，成立这个小组的原因是“我们城市行业中女性决策者明显缺乏”。
世界各地的城市的形态都受到缺乏妇女代表的影响。其中有色人种妇女代表的缺乏更为明显。威联大学发起了一项调查，研究妇女在城市环境中是否感到舒适，特别是在目前的交通网络条件下。他们发现，由于缺乏安全的基础设施以及各种交通方式的支持有限，妇女使用交通网络并不安全。调查还显示，与男性相比，女性更喜欢步行而不是开车。世界上大多数城市的交通网络的设计更多地是面向汽车而不是行人，这表明城市是为男性而不是女性建造的。同样，决策是规划的重要组成部分。

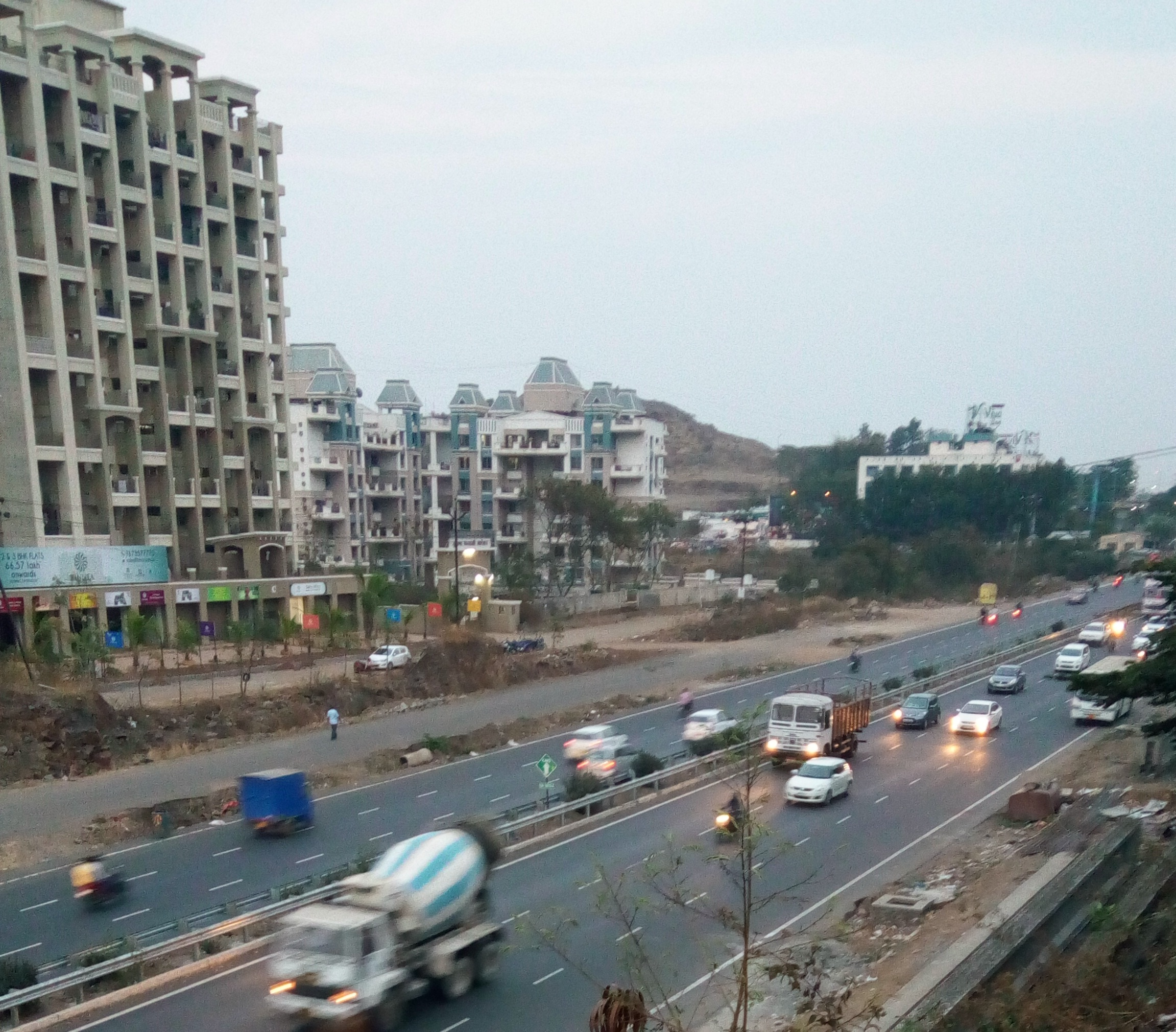
浦那的公路

在圣保罗，16岁以上的女性中就有三分之一遭受过性暴力。在新德里，妇女由于强奸的威胁而惧怕使用公共交通系统。斯通（Stone）认为，这是因为城市是为男性设计的，其中“楼梯被用作连接不同层区域的主要方式，公园光线昏暗，住宅和公共设施使母亲们彼此隔离，繁忙的市区道路排斥行人”（Stone，2018年）。大多数城市都存在这些特征，这令它们变得不友好，对占社区人口近半的女性构成了危险。
一些学者主张，应该反思设计城市的方式，并在设计过程中纳入女性，使它们成为女性友好型城市。我们还应该在城市中促进多样性、包容性和平等。一个很好的例子是维也纳，有学者研究了男人和女人如何以不同方式利用城市空间。研究发现，这座城市的公寓大楼、幼儿园、医生办公室、绿色空间以及公交系统的质量有所提高。为妇女设计城市不仅将对妇女有益，还将使社会各阶层受益。设计一个让女性感到安全的城市，意味着拥有互动性的城市空间，每个人都享有使用公共设施的权利。

## 批评
这一概念的日益普及也招致了一些批评和担忧，这些批评和关注是有关为何亨利·列斐伏尔的最初愿景降级成了“公民身份愿景”，只关注城市中社会和经济权利的实施，而忽略了原始概念背后的其变革性和社会冲突的概念。例如，马塞洛·洛佩斯·德·索萨（Marcelo Lopes de Souza）称，如今城市权已变成“当下时尚”，“其代价往往是列斐伏尔的概念被琐细化和侵蚀”，并呼吁忠于该概念的本意。

## 延伸阅读
- Samara, Tony Roshan. . Z Magazine. June 2007, 20 (6)  [2020-02-25]. （原始内容存档于2007-11-06）.